# Cándido Salazar
Cándido Salazar är en ort i Mexiko.   Den ligger i kommunen Compostela och delstaten Nayarit, i den centrala delen av landet, 600 km väster om huvudstaden Mexico City. Cándido Salazar ligger 259 meter över havet och antalet invånare är 199.
Terrängen runt Cándido Salazar är lite bergig. Runt Cándido Salazar är det ganska glesbefolkat, med 50 invånare per kvadratkilometer. Närmaste större samhälle är Las Varas, 15,1 km norr om Cándido Salazar. I omgivningarna runt Cándido Salazar växer i huvudsak lövfällande lövskog.